# 平坦鞘群海葵
平坦鞘群海葵（学名：Epizoanthus planus）为鞘群海葵科鞘群海葵属的动物。分布于大西洋、印度洋马达加斯加以及中国东海等海域， 群体固着在棘皮动物海胆的棘上。